# Liste der Baudenkmäler im Landkreis Saarlouis
Die Liste der Baudenkmäler im Landkreis Saarlouis enthält die geschützten Baudenkmäler im saarländischen Landkreis Saarlouis. 
Der Übersicht und Länge halber ist die Liste nach den Städten und Gemeinden des Landkreises separiert. Diese Einteilung findet sich in der folgenden Tabelle, in der zu jedem Eintrag, soweit möglich, ein exemplarisches Foto eines Baudenkmals aus der jeweiligen Stadt oder Gemeinde zu finden ist.
| Bild                  | Stadt/Gemeinde      | Karte | Liste                                         | Ortsteile |
| --------------------- | ------------------- | ----- | --------------------------------------------- | --- |
| Kloster               | Bous                |       | Liste der Baudenkmäler in Bous                | keine Ortsteillisten |
| Bunker                | Dillingen/Saar      |       | Liste der Baudenkmäler in Dillingen/Saar      | - Diefflen - Dillingen/Saar - Pachten                                                                                         |
| Fördermaschinenturm   | Ensdorf             |       | Liste der Baudenkmäler in Ensdorf (Saar)      | keine Ortsteillisten |
| Kirche                | Lebach              |       | Liste der Baudenkmäler in Lebach              | - Aschbach - Falscheid - Gresaubach - Knorscheid - Lebach - Niedersaubach - Steinbach - Thalexweiler                          |
| Bunker                | Nalbach             |       | Liste der Baudenkmäler in Nalbach             | - Körprich - Nalbach - Piesbach                                                                                               |
| Schloss               | Rehlingen-Siersburg |       | Liste der Baudenkmäler in Rehlingen-Siersburg | - Biringen - Eimersdorf - Fremersdorf - Fürweiler - Gerlfangen - Hemmersdorf - Niedaltdorf - Oberesch - Rehlingen - Siersburg |
| Plastik Marschall Ney | Saarlouis           |       | Liste der Baudenkmäler in Saarlouis           | - Beaumarais - Fraulautern - Lisdorf - Neuforweiler - Roden - Saarlouis                                                       |
| Wasserhochbehälter    | Saarwellingen       |       | Liste der Baudenkmäler in Saarwellingen       | - Reisbach - Saarwellingen - Schwarzenholz                                                                                    |
| Mühle                 | Schmelz             |       | Liste der Baudenkmäler in Schmelz             | - Außen - Hüttersdorf - Limbach - Michelbach - Schmelz                                                                        |
| Schachtanlage         | Schwalbach          |       | Liste der Baudenkmäler in Schwalbach          | - Elm - Hülzweiler - Schwalbach                                                                                               |
| Kapelle               | Überherrn           |       | Liste der Baudenkmäler in Überherrn           | - Altforweiler - Berus - Bisten - Felsberg - Überherrn                                                                        |
| Kirche                | Wadgassen           |       | Liste der Baudenkmäler in Wadgassen           | - Differten - Hostenbach - Schaffhausen - Wadgassen - Werbeln                                                                 |
| Bauernhaus            | Wallerfangen        |       | Liste der Baudenkmäler in Wallerfangen        | - Bedersdorf - Düren - Gisingen - Ihn - Ittersdorf - Leidingen - Oberlimberg - Rammelfangen - St. Barbara - Wallerfangen      |